# Супермен 4: В поисках мира
«Супермен 4: В поисках мира» (англ. Superman IV: The Quest for Peace) — художественный фильм канадского режиссёра Сидни Дж. Фьюри, снятый по мотивам популярного комикса об одноимённом супергерое. Это пятая часть в оригинальной серии фильмов «Супермен» и первый фильм, который спродюсирован не Александром и Ильей Салкиндами, а компанией Cannon Films «Golan-Globus» совместно с Warner Bros. Джин Хэкмен вернулся к роли Лекса Лютора, который создает злую версию Супермена на солнечной энергии под именем Ядерный Человек. Это последний фильм о Супермене, в котором главную роль сыграл Кристофер Рив, который также участвовал в написании сценария. Фильм был как критическим провалом, так и коммерческим разочарованием, многие рецензенты ссылались на плохие спецэффекты, несоответствия и пробелы в сюжете. По словам Рива, фильм был полностью провальным и нанёс серьёзный ущерб его актёрской карьере. «Супермена IV» часто называют одним из худших фильмов, когда-либо сделанных. Следующий фильм о Супермене «Возвращение Супермена» был выпущен почти через 20 лет в 2006 году.

## Сюжет
На этот раз Супермен борется с Лексом Лютором и его детищем, питающимся от Солнца злым клоном Супермена — Ядерным человеком (оригинальный персонаж, созданный специально для фильма). Криптонцу предстоит уничтожить всё ядерное оружие, привести человечество к миру, а также разобраться в своих чувствах. Супермен по просьбе некоего мальчика начинает уничтожать всё ядерное оружие на планете. 
В это время Лекс Лютор с помощью своего племянника Ленни сбегает из тюрьмы с новым планом уничтожить Супермена. Он ворует из музея волос Супермена и создаёт из него протоплазму, которую на ракете отправляет в воздух, где её ловит Супермен и отправляет к Солнцу, откуда рождается новый враг Супермена — Ядерный человек. Он прилетает на Землю к своему создателю Лексу Лютору, который вызывает Супермена к себе в логово. 
Там начинается первая схватка Супермена с Ядерным человеком, после которой Супермен считается погибшим. Лекс снова начинает чувствовать себя главным преступником, убившим Супермена. Позже Ядерный человек нападает на «Дейли Пленет», где снова появляется Супермен. Финальная битва продолжается на Луне и заканчивается тем, что Супермен закрывает Луной Солнце, из-за чего Ядерный человек теряет силу. После этого Супермен бросает его на атомную станцию, где Ядерный человек погибает. 
В конце фильма Супермена награждают за то, что он помог избавиться от ядерного оружия, а Лекса Лютора сажают в тюрьму на 20 лет.

## В ролях
| Актёр              | Роль                               |
| ------------------ | ---------------------------------- |
| Кристофер Рив      | Кларк Кент / Супермен              |
| Марк Пиллоу        | Ядерный человек                    |
| Джин Хэкмен        | Лекс Лютор                         |
| Джеки Купер        | Перри Уайт                         |
| Марк Макклюр       | Джимми Ольсен                      |
| Марго Киддер       | Лоис Лейн                          |
| Джон Крайер        | Ленни                              |
| Сэм Уонамейкер     | Дэвид Варфилд                      |
| Мэриел Хемингуэй   | Лэси Варфилд                       |
| Уильям Хуткинс     | Гарри Хоулер                       |
| Роберт Битти       | президент США                      |
| Индира Йоши        | генсек ООН                         |
| Чеслав Грохольский | русский генерал                    |
| Юрий Боренко       | русский генерал на Красной площади |
| Борис Исаров       | капитан космонавтов                |
| Дороти Зенцовска   | российская космонавтка             |
| Эсмонд Найт        | старик                             |

## Производство

### Разработка и кастинг
В 1983 году, следуя смешанной негативной реакции в Супермене III, Рив и продюсеры Александр Салкинд и его сын Илья предположили, что фильмы Супермена закончились. Рив должен был сделать камео в фильме Супергёрл 1984 года, но рано ушел в отставку, и фильм провалился в прокате. Два года спустя Илья Салкинд продал франшизу «Супермен» Менахему Голану и Йораму Глобусу и их компании «Cannon Films».
Уэс Крэйвен был первоначально нанят Cannon Films для руководства фильмом, но он и Кристофер Рив не очень хорошо ладили, и Рив потребовал, чтобы в компанию был приглашен новый режиссёр.

### Съёмки
Производство Супермена IV началось в 1986 году. В своей автобиографии «Still Me» Рив описал съемки фильма:
Нам также мешали бюджетные ограничения и сокращения во всех отделах. В то время в Cannon Films работало около тридцати проектов, и «Супермену IV» не уделялось особого внимания. Например, Коннер и Розенталь написали сцену, в которой Супермен приземляется на 42-й улице и идет по двойной желтой линии к Организации Объединенных Наций, где он произносит речь. Если бы это была сцена в Супермене I, мы бы на самом деле сняли ее на 42-й улице. Ричард Доннер поставил бы хореографию для сотен пешеходов и транспортных средств и стал бы выбирать людей, проглядывающих из окон офиса, при виде Супермена, идущего по улице, как Крысолов. Вместо этого нам пришлось снимать в промышленном парке в Англии под дождем, где было около ста статистов, а не машина в поле зрения и дюжина голубей, брошенных ради атмосферы. Даже если бы история была блестящей, я не думаю, что мы могли бы оправдать ожидания аудитории с таким подходом.
В комментариях Розенталя к DVD эта сцена была примером сокращения бюджета Кэннона. По словам Розенталя, Рив и режиссёр Фюри попросили о возможности снять этот эпизод в Нью-Йорке перед реальной штаб-квартирой Организации Объединённых Наций, потому что все знали, как они выглядят, а обстановка в Милтон-Кинсе не похожа на них, но Кэннон отказался. По словам Розенталя, они «зажимали пенни на каждом шагу».
Дом детства Супермена в Смолвиле был построен на сельхозугодьях за пределами Балдока в Северном Хартфордшире, хотя оригинальный набор из фильма «Супермен: фильм» все ещё стоял в Канаде.
По словам Джона Крайера, который играл племянника Лютора Ленни, Рив отвел его в сторону незадолго до выпуска и сказал, что это будет «ужасно». Хотя Крайеру нравилось работать с Ривом и Хэкменом, Крайер утверждал, что у Кэннона закончились деньги во время съемок, и в итоге он выпустил незаконченный фильм.

### Музыка
Александр Каридж адаптировал темы Джона Уильямса для фильма, объединив три новых со всеми существующими темами от Супермена. Он также представил две свои новые темы: «ракетный» мотив, когда ядерное оружие демонстрируется или обсуждается, и «российский» мотив, марш второстепенного режима, используемый, когда появляются Советы и их оружие. Смелость завершила 100-минутную партитуру, которая длилась более двух часов. Давно ходили слухи, что версия фильма, показанного в округе Ориндж, штат Калифорния, в конце июня 1987 года, показала 134 минуты. Сценарист Марк Розенталь вспоминает версию этой длины в своем DVD-комментарии к фильму, но существующая документация предполагает, что фильм был на 10 минут короче, чем при предварительном просмотре. В любом случае, в результате негативного отклика аудитории на предварительный просмотр картины была сокращена до 89 минут для выпуска в США. По настоянию супервайзера по визуальным эффектам Харрисона Элленшоу были восстановлены две экшен-сцены для международной версии, которая длилась 92 минуты и была позже показана по американскому телевидению. В результате этого сокращения времени работы большая часть музыки не была услышана, и, в частности, «The Jeremy’s Theme» была практически не обнаружима в финальной версии. Музыка из фильма не выпускалась более двадцати лет, пока интернет-журнал Film Score Monthly не выпустила набор из 8 компакт-дисков под названием «Superman: The Music (1978—1988)», в котором представлена полная музыка из этого фильма.

### Удаленные кадры
Согласно комментарию сценариста Марка Розенталя на DVD 2006 года, в галерее удалённых сцен, включённых в диск, есть приблизительно сорок пять минут фильма, которые не были просмотрены широкой публикой. Они были удалены после неудачной проверки в Южной Калифорнии. Ядерный Человек, который появляется в фильме, фактически является вторым Ядерным Человеком, которого создал Лютор. В вырезанных сценах участвовал первоначальный Ядерный Человек (Клив Мантл), который вовлекал Супермена в битву возле Клуба Метро и был уничтожен Человеком из стали. Первый «Ядерный человек» был несколько более бесчеловечным, чем его преемник, и смутно напоминал по внешности и характеру персонажа из комиксов Бизарро. Лютор постулирует, что этот Ядерный Человек не был достаточно силён, и в результате вынашивает план создания второго Ядерного Человека на Солнце.
Не все удаленные сцены попали в делюкс-издание DVD, включая сцену с изображением Кларка Кента, посещающего могилы его приёмных родителей. Эта сцена должна была предшествовать театральной сцене фильма, где Кларк возвращается в Смолвиль, чтобы встретиться с подрядчиком в надежде продать или арендовать ферму Кента. Удалённая сцена о романе Лейси Уорфилд и Кларка Кента, показывающая их танцы в Metro Club, также не была выпущена на диске.

## Восприятие

### Кассовые сборы
Фильм был выпущен 24 июля 1987 года в Соединённых Штатах и Канаде и собрал 5,6 млн долларов в первые выходные, сыграв в 1511 кинотеатрах и заняв 4 место в прокате. В Соединённых Штатах она составила 15,6 млн долл. США и около 21 млн долл. США на международном рынке, что составляет 36,7 млн долл. США.
Из четырёх фильмов «Супермен» с Ривом в главных ролях «Поиски мира» показали самые худшие результаты в прокате, и серия фильмов бездействовала в течение следующих девятнадцати лет. Рив сожалел о своём решении участвовать в фильме, говоря: «Супермен IV был катастрофой от начала до конца. Этот провал стал огромным ударом по моей карьере». Планы были сделаны, чтобы сделать Супермена V, но они так и не осуществились. Паралич Рива в 1995 году сделал невозможным дальнейшее развитие продолжений с участием его в главной роли. Компания «Time Warner» не позволил франшизе «Супермен» развиваться до конца 1990-х годов, когда были рассмотрены различные предложения, в том числе несколько, которые позволили бы перезапустить франшизу с различными версиями персонажей и настройками. В конце концов, в 2006 году была выпущена мягкая перезагрузка серии Возвращение Супермена. В нём сюжет третьей и этой части был полностью проигнорирован.

### Критика
Обзор Rotten Tomatoes сообщает, что 11 % из 41 опрошенных критиков дали фильм положительный отзыв; средний балл 2,9 / 10. Консенсус гласит: «Серия Супермена» здесь заканчивается: действие скучное, спецэффекты выглядят дешевле, и ни один из актёров не проявляет интереса к сюжету".
Фильм получил плохую рецензию от Джанет Маслин из «The New York Times», хотя она написала, что Киддер изображала Лоис Лейн «сексуально, серьёзно». Он оказался не лучше в журнале Variety. «The Washington Post» назвал это «более вялым, чем похоронная баржа, дешевле, чем продажа в Кеймарт, это ужас, это позор, это Супермен IV». Нескольким критикам не понравились спецэффекты.
Фильм был признан номером 40 в списке «50 худших фильмов всех времен» читателей журнала Empire. Он также был номинирован на две награды «Золотая малина», «Худшая актриса второго плана» для Мэриел Хемингуэй (проиграна Дэрил Ханне за «Уолл-стрит») и «Худшие визуальные эффекты» (проиграна «Челюстям: Месть»).

## Продолжение
Несмотря на провал картины, у продюсеров были планы создания пятого фильма в серии с Ривом в главной роли, однако они так и не были воплощены.
После успеха комикса «Смерть Супермена» студия Warner Bros. выкупила у Салкиндов права на экранизацию комиксов о Супермене. В начале 1993 года был заказан сценарий с рабочим названием «Перерождение Супермена» (Superman Reborn). В центре сюжета были взаимоотношения Кларка Кента и Лоис Лейн, злодеями должны были стать Думсдэй и Брейниак. Оригинальный сценарий написал Джонатан Лемкин, затем Грегори Пуарье его переписал, а позже его вновь переписал Кевин Смит. Сценарий Смита, впервые представленный в августе 1996 года имел рабочее название «Супермен жив» (Superman Lives).
Сам Смит хотел, чтобы главного героя сыграл Бен Аффлек, однако студия выбрала на роль Николаса Кейджа, с которым был подписан контракт на 20 млн долларов. Роль Лекса Лютора должен был сыграть Кевин Спейси. На роль Брейниака претендовали Кристофер Уокен, Джим Керри и Гари Олдмен. Лоис Лейн могли сыграть Сандра Буллок, Кортни Кокс и Джулианна Мур. Изначально режиссёрское кресло предложили Роберту Родригесу, но он отказался из-за работы над «Факультетом». Тогда контракт был подписан с Тимом Бёртоном, ранее снявшим два фильма о Бэтмене. Съёмки должны были начаться в начале 1998 года, но дальше стадии предварительного производства прогресс не дошёл. Студия пыталась снизить бюджет картины, для чего в сценарий несколько раз вносились коррективы, а съёмки переносились. Наконец в апреле 1998 года проект, на который уже было потрачено около 30 млн долларов, был заморожен. Бёртон с сожалением вспоминал, что впустую потратил год.

## Комиксовая адаптация
В конце 1987 года компания DC Comics подготовила комиксовую адаптацию «Супермена IV», написанную Бобом Розакисом и нарисованную Куртом Суоном и Доном Хеком. Это издание включало в себя различные диалоги из фильма и инциденты из удаленных сцен фильма. Вместо закадрового комментария от Лары на ранней сцене, когда Супермен обнаруживает таинственный кристалл, есть проекция самого Джор-Эла, так же, как в первом фильме. В комиксе рассказывается о битве с провалившимся прототипом Ядерного человека, похожего на Бизарро, и о кругосветном бою со вторым Ядерным человеком. Адаптация имеет альтернативное окончание, когда Супермен и Джереми летают над Землей, наблюдая, что планета, на самом деле, всего один мир, а не разделенный мир, который можно увидеть на искусственной карте. В адаптации Джереми показан на орбите в скафандре, но на удаленных кадрах он не носит никакой защиты, как это было с Лейси Уорфилд, когда Супермен спас её от второго «Ядерного человека». Альтернативное окончание появляется на DVD-диске Deluxe Edition, включенном в раздел удаленных видеороликов. Была также книга романизации, написанная Бонни Брайант, в которую включены сцены, основанные на удаленных кадрах. Романизация была выпущена в 1987 году вместе с премьерой фильма